# دستبند قرمز کابالا

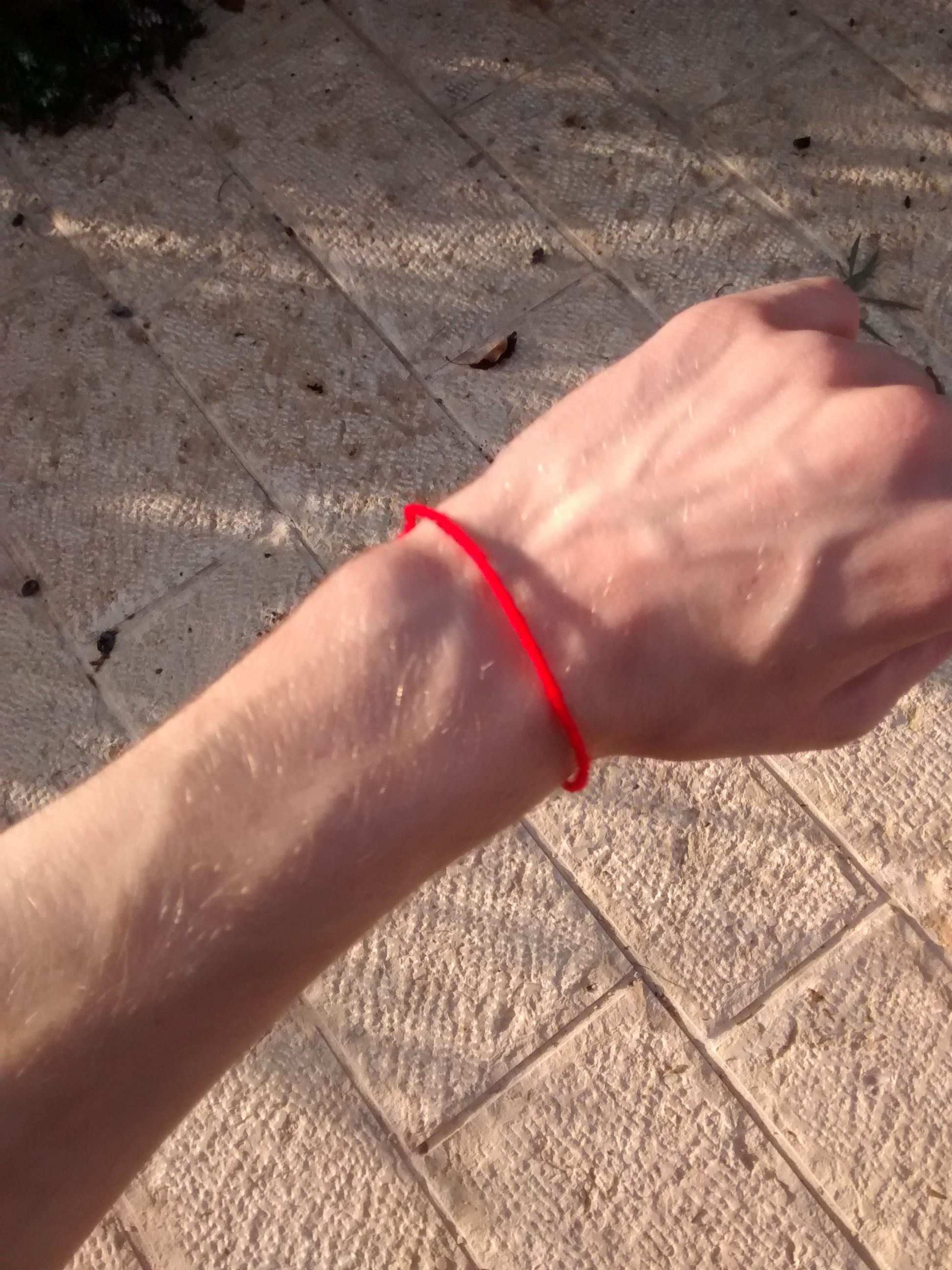
فردی با دست‌بند قرمز در نزدیکی دیوار ندبه در اورشلیم

بند کابالا یا دست‌بند قرمز کابالا (عبری: חוט השני) یک نوع دست‌بند است که به عنوان یک طلسم افراد یهودی برای دفع صدمات و بداقبالی‌ها آن را به دست خود می‌بندند.
بند قرمز باعث زیبایی دست می‌شود
بند قرمز معمولاً از نخ پشمی قرمز بافته می‌شود. آن را به‌عنوان یک دستبند یا بند به مچ دست چپ (در فرهنگ کابالا نوعی نمادگرایی انسانی است) می‌بندند. فرد بند را ۷ بار دور دست گره می‌زند در حالی که دعای کابالای دست‌بند را می‌خواند.

## تاریخچه
در تورات ۳۸ برشیت و کتاب غزل غزل‌های سلیمان ۴:۴ و شماره ۶۷۳ فصل وایخی کتاب زوهر به نخ قرمز اشاره شده‌است.